# Közösségi vásárlás
A közösségi vásárlás az e-kereskedelem egyik módszere, mely során a kereskedők, szolgáltatók időleges ajánlatokat hirdetnek meg, ami olyan, mint egy pár napig, pár hétig tartó leárazás. A termékek olcsóságának a lényege, hogy a közösségi vásárlással foglalkozó weboldal nagy mennyiségben vásárol a hirdető kereskedő vagy szolgáltató termékéből/szolgáltatásából, így olcsóbban jut hozzá ezekhez. A nagy mennyiségben megvásárolt termék/szolgáltatást ezek aztán kedvezményes áron tovább értékesítik a vásárlóknak.

## Csoportosítás
Csoportos vásárlás: Ezeknek az oldalaknak a modellje arra épül, hogy ösztönözzék az embereket, főként a közösségi oldalak bevonásával, több ember vásárlása esetén kedvezményt adnak.
Vásárlói közösség: hasonló érdeklődésű embereket gyűjtenek, hogy megvitassák, megosszák a termékkel kapcsolatos információkat vásárlás előtt. A közösség generálja a termékkel kapcsolatos összes információt. Emellett sok ilyen oldal lehetővé teszi a regisztráltaknak saját bevásárló lista összeállítását és megosztását a barátaikkal.
Ajánló rendszerek: lehetővé teszik a vásárlóknak, hogy tanácsokat adjanak a többi vásárlónak.

## Történelem
A mai ismert közösségi vásárlás első szereplője, a Microsoft-alapító Paul Allen nevéhez fűződik, aki 2000-ben alapította meg a Mercata online boltot. Ennek a lényege az volt, hogy a vásárlók feliratkoztak egy-egy termék megvételére, és ahogy egyre többen lettek úgy ment lejjebb annak az ára. A Mercata azonban nem működött sokáig, másfél év után bezárt, mivel nem tudta felvenni a versenyt az Amazon.com-mal és más nagy webáruházakkal.
Az első sikeres kezdeményezés a Groupon nevéhez fűződik, 2008 novemberében. A ma is elterjedt közösségi vásárlási modellt ők használták először: ha sok ember vesz egyfajta terméket, annak a beszerzési ára is alacsonyabb az eladó számára. A tranzakció kuponokkal folyik: a vevő addig nem vásárolhat, amíg a minimális vásárlószám össze nem jön, azaz el nem érik az úgynevezett fordulópontot (tipping point). Ezután a vevők kifizetik a kedvezményes árat, amiről igazolást kapnak. Ez a kinyomtatott kupon feljogosítja őt, hogy egy meghatározott időn belül (pár hónaptól akár egy évig) igénybe vegye a kedvezményes szolgáltatást. Két évvel az alakulása után Amerikában már több mint 150, Európában 100 városban van jelen. A Forbes magazin egy 2010-es cikke szerint ez a világ leggyorsabban növekvő cége.

## A közösségi vásárlás előnyei a kiskereskedő számára
Az eladó számára a fajlagosan alacsony logisztikai és adminisztrációs költségek teszik lehetővé az alacsony ár felajánlását (több megrendeléshez egy szállítás és egy tranzakció kapcsolódik). A közösségi vásárlói oldalak reklámfelületet biztosítanak a kiskereskedőknek, így a kieső bevételeket elsősorban a reklámkiadásokhoz sorolhatjuk. Továbbá, ha a kapacitás maximalizálására is remek lehetőségeket adnak ezek az oldalak. Megállapíthatjuk, hogy elsősorban akkor van értelme vállalkozóként kuponos vásárlási lehetőséget felajánlanunk, ha önerőből nem számolhatunk a fennmaradó kapacitásunk kihasználására.

## A közösségi vásárlás előnyei a vásárló számára
A vásárlók kedvező, akár 80%-kal csökkentett áron tudnak hozzájutni a felajánlott termékekhez vagy szolgáltatáshoz. A felhasználók számára ugyanakkor pazarló hatással is lehetnek a nagy kedvezmények: sokan csak a leárazás mértéke miatt vásárolnak meg valamit, nem pedig amiatt, mert valódi szükségük lenne rá.

## Közösségi vásárlás Magyarországon
A Groupon-alapú közösségi vásárlás első magyarországi szereplője a Veddvelem.hu oldala volt 2010 júliusában. A Veddvelem.hu eleinte nem alkalmazott saját fizetési rendszert. A szájt csak arra vállalkozik, hogy a keresletet összehozza a kínálattal. Erre főleg azok miatt a magyar szokások miatt volt szükség, mely alapján az emberek sokkal jobban szeretnek boltban vagy utánvétellel vásárolni, mint bankkártyájukkal az interneten keresztül. Mára azonban a Veddvelem.hu is saját számlájára gyűjti a pénzt, amit ők maguk utalnak tovább az eladó félnek.
A másodikként, 2010 szeptemberében indult, 2011-ben már piacvezető Bónusz Brigád is ugyanezt az elvet követi. Elsősorban szolgáltatásokat közvetít kedvezményes áron. Ahogyan az egyik alapító, Kaprinay Zoltán mondta „Elsősorban a szolgáltatásokra koncentrálunk, azokból is az étterem, szépségápolás, masszázs, tehát a kényelmi szolgáltatások azok amik jellemzik ezt a piacot. Olyan dolgot szeretünk közösségben vásárolni, amit már régóta szeretnénk kipróbálni, de kicsit drágának tűnik. Féláron viszont nem kérdés: muszáj kipróbálnom!” 2012 februárjáig több mint 2 milliárd forintnyi kedvezményt regisztrált az oldal. Ugyaneddig regisztrált felhasználóik száma meghaladta a 2 milliót, a hálózat pedig összesen 39 magyarországi városban volt jelen.
Azóta a magyar weben több mint 60 közösségi vásárlással foglalkozó weboldalt találunk, de néhány kivétellel nem sikerült nagyobb forgalmat és hírnevet elérniük.

## A közösségi vásárlás jövője
A közösségi vásárlás már bizonyítottan egy jól működő üzleti modell. Egyre több témában induló startupot kísérhetünk figyelemmel. Ezek az oldalak folyamatosan figyelemmel kísérik a technológia fejlődését, és implementálják a szolgáltatásukba. Több szolgáltatás irányul már a real-time vásárlási élmény megvalósítására is. Egy közös böngészés keretén belül oszthatják meg az információkat, véleményüket egymással. Ebben a modellben két vagy több felhasználó közösen böngészi az online bolt kínálatát és élő chat formájában tudják megvitatni a vásárlással kapcsolatos kérdéseket, mint a való életben. Erre egy működőképes modell például a holland Shopwithyourfiends.

## Külső hivatkozások
- www.kozossegi-vasarlas.lap.hu – Átfogó magyar és nemzetközi linkgyűjtemény a közösségi vásárlásról